# Jona Senilagakali
Jona Baravilala Senilagakali (Waciwaci, Lau, 8 de novembro de 1929 – Suva, 26 de outubro de 2011) foi um médico, ex-diplomata e político fijiano que foi instalado como o sétimo primeiro-ministro de Fiji por Frank Bainimarama no golpe militar de 5 de dezembro de 2006.